# Hippopsicon victoriae
Hippopsicon victoriae là một loài bọ cánh cứng trong họ Cerambycidae.